# Relicina abstrusa
Relicina abstrusa är en lavart som först beskrevs av Vain., och fick sitt nu gällande namn av Hale. Relicina abstrusa ingår i släktet Relicina och familjen Parmeliaceae.   Inga underarter finns listade i Catalogue of Life.